# Томоко Уемура у ванній
Томоко Уемура в її ванній кімнаті — світлина, зроблена американським фотожурналістом Вільямом Юджином Смітом у 1971 році. Вважається найкращою роботою Сміта. На чорно-білій світлині зображена мати, яка обіймає свою сильно спотворену оголену дочку в традиційній японській ванній кімнаті. Мати Ріоко Уемура дала згоду Сміту зробити світлину, щоб пролити світло на особливості фізичного та інтелектуального розвитку своєї дочки Томоко, до яких призвели наслідки хвороби Мінамата (різновид отруєння ртуттю). Відразу після публікації світлина здобула широку популярність і привернула увагу світової спільноти до хвороби Мінамата, посприявши боротьбі жертв за отримання компенсацій. З волі сім'ї Томоко Уемури світлина була вилучена з подальшої публікації в 1997 році, через 20 років після смерті Томоко.
Інші назви світлини: Томоко у ванні, Томоко і мати у ванні, Мати купає свою доньку Томоко.

## Світлина
Вільям Юджин Сміт і його дружина Ейлін Сміт жили в Мінаматі з 1971 по 1973 рік аби привернути увагу громадськості до хвороби Мінамати. За ці три роки Сміт зробив тисячі світлин, що розлетілися по часописах і виставках. Символом хвороби Мінамати, на думку Сміта, повинна була стати одна вражаюча світлина.
За словами Сміта, «в моїй свідомості народувалась ідея, що для мене символом Мінамати, нарешті, була картина цієї жінки [матері] і дитини Томоко. Одного разу я просто сказав […] давайте спробуйте зробити цю символічну світлину».
Батьки Томоко дозволили Сміту сфотографувати тіло їхньої доньки в надії, що це приверне увагу до тяжкого становища таких же сімей в Мінаматі та інших жертв забруднення навколишнього середовища по всьому світу. Ріоко Уемура дуже хотіла, щоб її дочка викликала співчуття, тому активно допомагала фотографу для створення ідеального знімка. Саме мати дівчинки запропонувала ванну". Зрештою, світлина була зроблена холодним днем у грудні 1971 року, коли Ріоко, Томоко, Сміт та його дружина Ейлін провели фотосесію у маленькій ванній кімнаті.

## Публікація та вплив
Світлина була вперше опублікована в журналі Life 2 червня 1972 року, ставши центральною частиною фоторепортажу про Мінамату. Пізніше фоторепортаж був виданий у формі книги, що включила всі знімки, зроблені Смітом під час його перебування в Мінаматі. Ці публікації привернули увагу світової громадськості до подій. Через це на Сміта напали якудза, найняті корпорацією Chisso, винною у забрудненні затоки.
Вражаючий характер світлини швидко забезпечив їй світову популярність. Сім'я Уемура опинилася в центрі уваги ЗМІ. Батько Томоко, Єшіо Уемура, говорив: «ми зіткнулися зі зростаючим числом інтерв'ю. Думаючи, що це допоможе боротьбі за викорінення забруднення, ми погоджувалися на інтерв'ю та світлини, в той час як організації, які виступали від нашого імені, часто використовували світлину Томоко». Однак підвищена увага не обійшлося без недоліків. У Мінаматі почали поширюватися чутки, що сім'я Уемура отримує від популярності фінансову вигоду. Деякі місцеві жителі, що в більшості працювали на корпорацію Chisso, люто протистояли боротьбі жертв забруднення за компенсацію збитку. Подібні труднощі зробили повсякденне життя сім'ї Уемура абсолютно нестерпним.
Томоко Уемура померла в 1977 році у 21-річному віці.

## Подальша доля світлини
Після смерті Вільяма Юджина Сміта в 1978 році авторські права на його світлини Мінамати перейшли до його колишньої дружини Ейлін Сміт. Почувши про запрошення сім'ї Уемура на телебачення, вона вирушила в Мінамату і зустрілася з ними. Ейлін вирішила передати родині Уемура авторські права на світлину, щоб вони приймали рішення щодо подальшого її використання. У 1997 році французька телекомпанія зв'язалася з сім'єю Уемура, попросивши дозволу використовувати знамениту світлину Сміта в документальному фільмі про найважливіші фотографії XX століття і взяти у сім'ї ще одне інтерв'ю про хворобу Мінамата та історії знімка. Однак до цього часу, через 20 років після смерті дочки, Єшіо Уемура змінив свою думку. Він відмовився від усіх інтерв'ю і не хотів, щоб образ Томоко піддавався подальшій експлуатації: «я хотів, щоб Томоко знайшла спокій, і це почуття неухильно зростало», — відповів він.